# Phlebopterum solitum
Phlebopterum solitum är en insektsart som först beskrevs av Walker 1851.  Phlebopterum solitum ingår i släktet Phlebopterum och familjen Flatidae. Inga underarter finns listade i Catalogue of Life.